# Лимё (Шер)
Лимё (фр. Limeux) — коммуна во Франции, находится в регионе Центр. Департамент — Шер. Входит в состав кантона Люри-сюр-Арнон. Округ коммуны — Вьерзон.
Код INSEE коммуны — 18128.
Коммуна расположена приблизительно в 200 км к югу от Парижа, в 95 км южнее Орлеана, в 22 км к западу от Буржа.

## Население
Население коммуны на 2008 год составляло 149 человек.
| 1962 | 1968 | 1975 | 1982 | 1990 | 1999 | 2008 |
| ---- | ---- | ---- | ---- | ---- | ---- | ---- |
| 157  | 163  | 144  | 133  | 158  | 145  | 149  |

## Экономика
В 2007 году среди 98 человек в трудоспособном возрасте (15-64 лет) 82 были экономически активными, 16 — неактивными (показатель активности — 83,7 %, в 1999 году было 67,4 %). Из 82 активных работали 80 человек (46 мужчин и 34 женщины), безработных было 2 (1 мужчина и 1 женщина). Среди 16 неактивных 4 человека были учениками или студентами, 6 — пенсионерами, 6 были неактивными по другим причинам.

## Достопримечательности
- Монастырь Сен-Лоран (XIII век). Исторический памятник с 1926 года[3]
- Церковь Сен-Мартен (XI век)
- Замок Сарагос[фр.] (XIV век). Исторический памятник с 1997 года[4]

## Фотогалерея

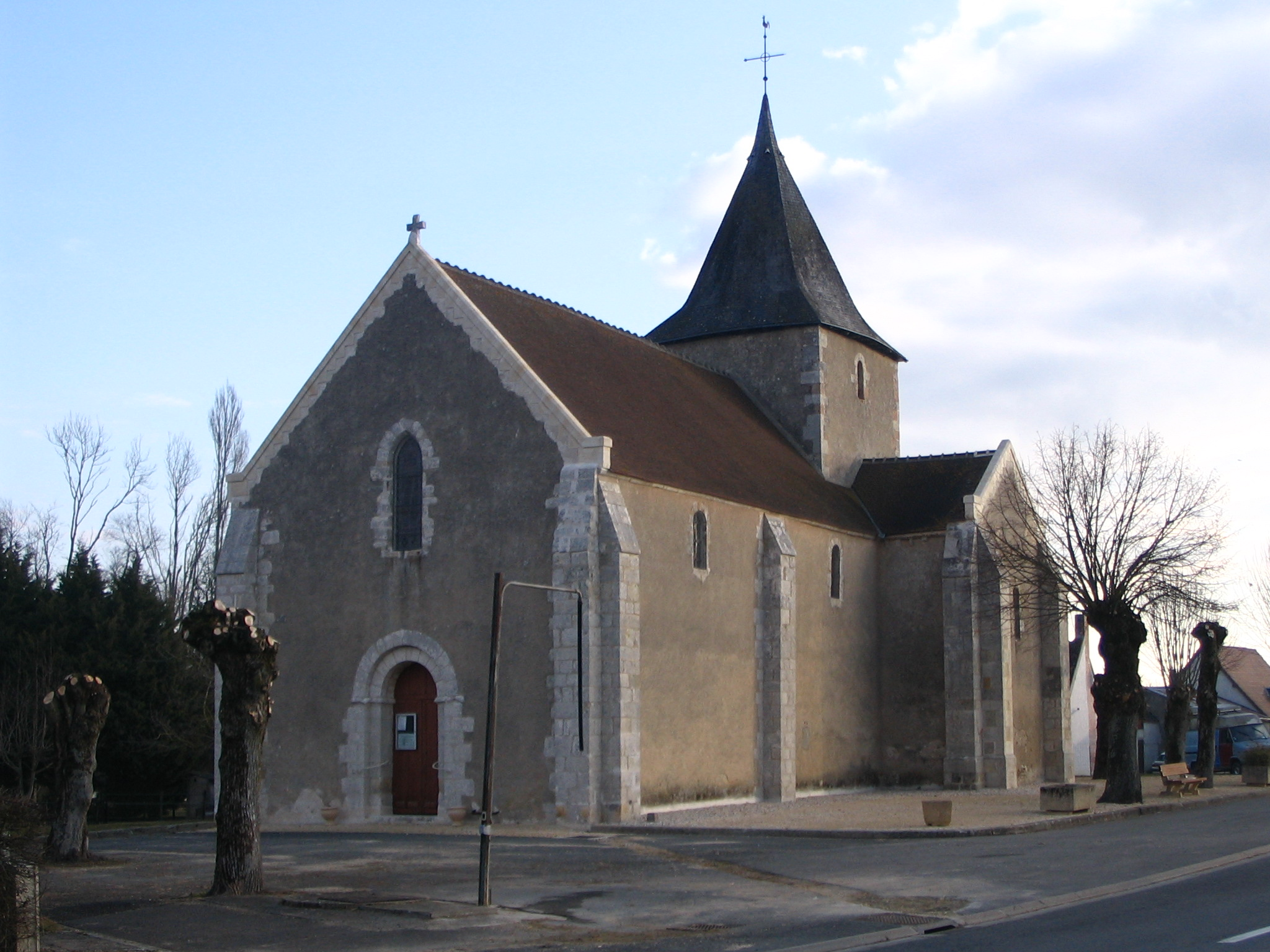
Церковь Сен-Мартен
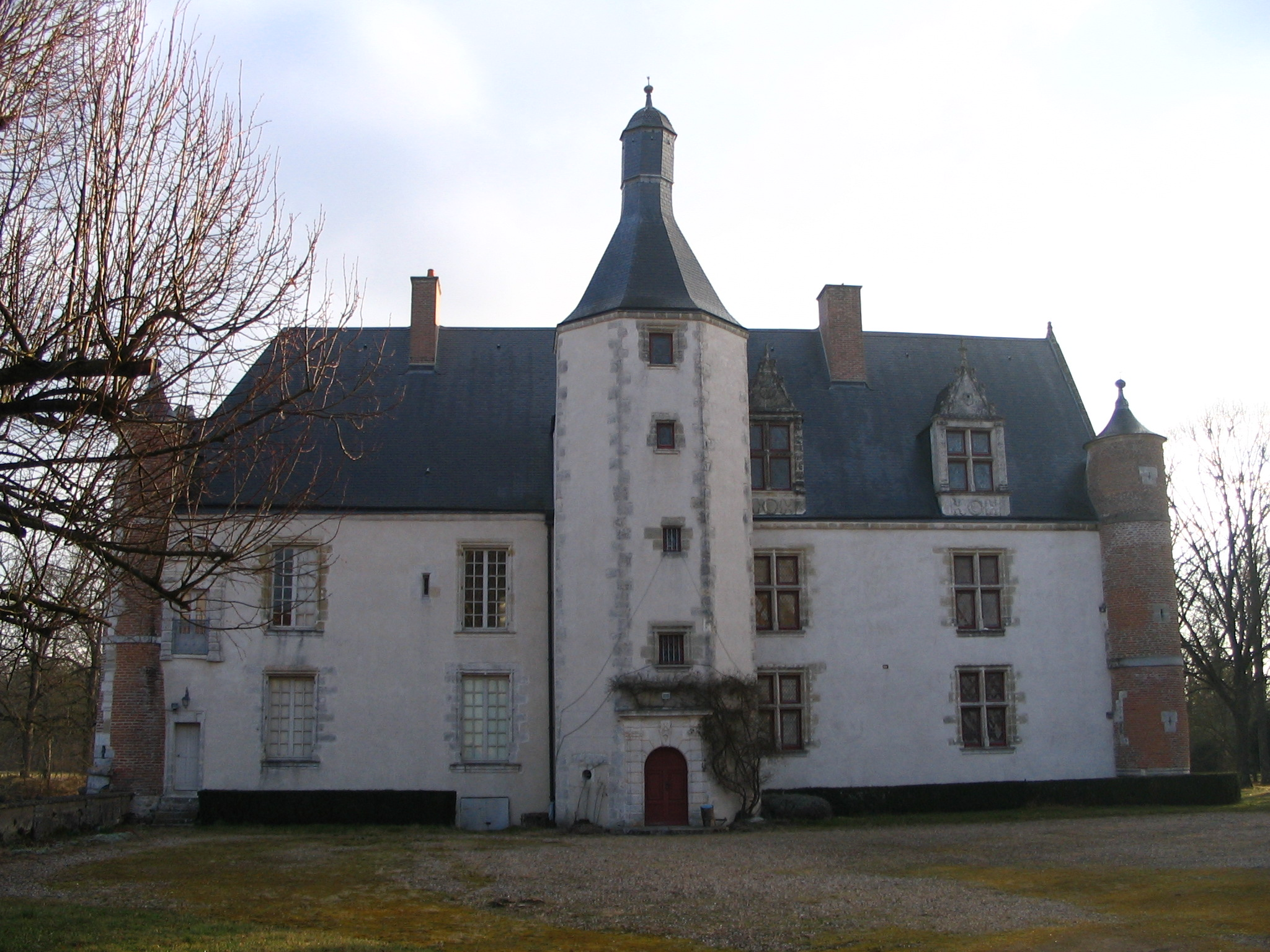
Замок Сарагос
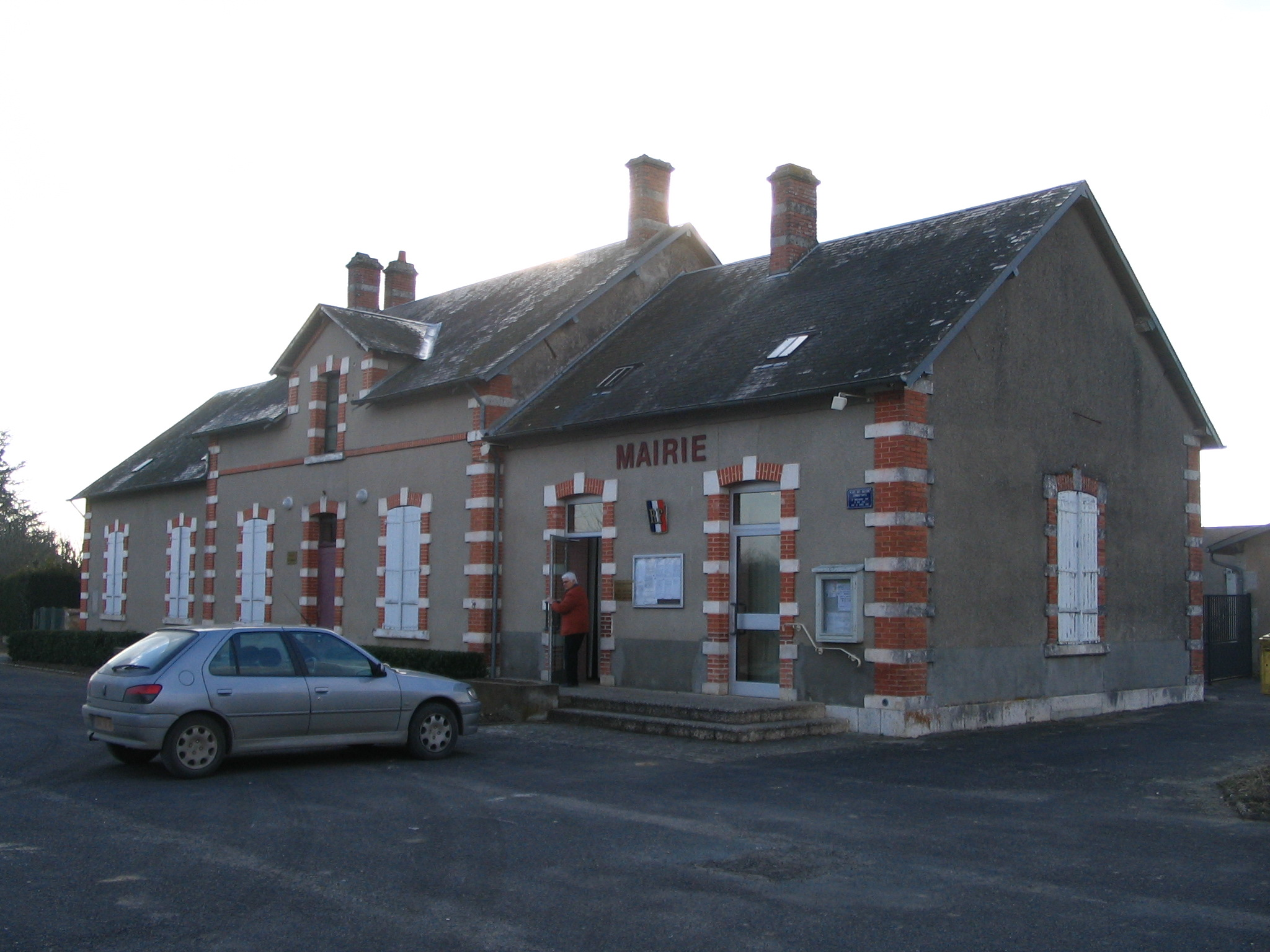
Мэрия
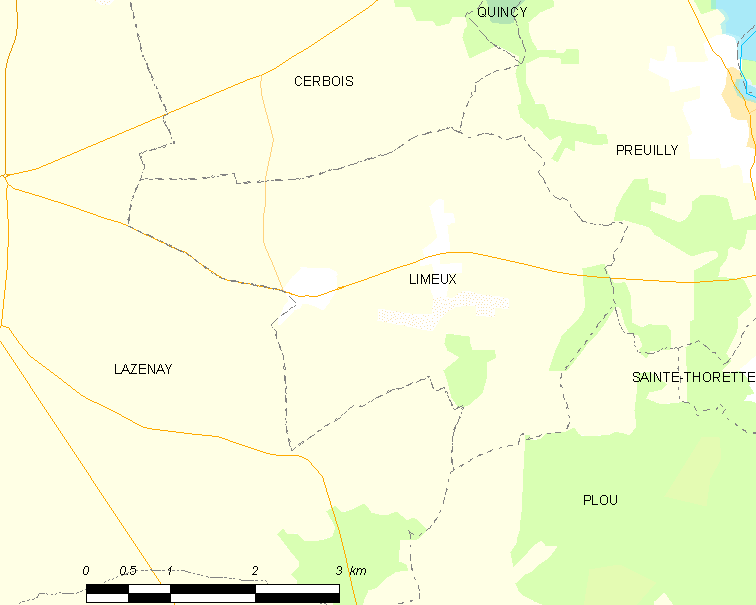
Карта коммуны